# دیوید گراف (دوچرخه‌سوار)
دیوید گراف (انگلیسی: David Graf؛ زادهٔ ۸ سپتامبر ۱۹۸۹) دوچرخه‌سوار اهل سوئیس است.